# Heather Langenkamp
Heather Langenkamp (Tulsa, Oklahoma, 1964. július 17. –) amerikai televíziós és filmszínésznő, producer, sminkmester. 
Legismertebb alakítása Nancy Thompson a Rémálom az Elm utcában-filmekben.

## Gyermekkora és családja
Az Oklahoma állambeli Tulsában született és az ott működő Holland Hall iskolában tanult. Anyja, Mary Alice Langenkamp művész volt, míg apja, Robert Dobie Langenkamp Jr. olajmágnás. 
Egyetemi tanulmányait az oklahomai University of Tulsa College of Law egyetemen végezte el. 

## Pályafutása
Első statisztaszerepét (bár jeleneteit később törölték) A kívülállók  című filmben kapta, melyet Francis Ford Coppola rendezett 1983-ban. Wes Craven Rémálom az Elm utcában (1984) című horrorfilmje hozta meg neki az igazi sikert, amelyben Nancy Thompsont játszotta. A színésznő még kétszer alakította Nancyt a kilenc filmből álló, eredeti sorozatban: a Rémálom az Elm utcában 3. – Álomharcosok és a Rémálom az Elm utcában 7. című részekben. 
Játszott még a Just the Ten of Us című sorozatban is, mely 1988 és 1990 között futott a televízióban. 1999-ben a Szökevény elme című sci-fi-akciófilmben szerepelt. 2007-ben a sminkes munkákat irányító koordinátorként közreműködött az Evan, a minden6ó című vígjáték elkészítésében.
2008-ban Heather Langenkamp és két másik rendező, Danielle Harris és Ellie Cornell filmet rendezett Prank címmel, Shaun Benson és Jennifer Blanc főszereplésével.  

## Magánélete
Kétszer házasodott. Második férjétől, David Andersontól két gyermeke született, David és Isabelle. David 1991. május 4-én született, Isabelle pedig 1994. december 24-én.

## Filmográfia

### Film
| Év   | Magyar cím                                                 | Eredeti cím                                 | Szerep                              | Magyar hang       |
| ---- | ---------------------------------------------------------- | ------------------------------------------- | ----------------------------------- | ----------------- |
| 1983 | A kívülállók (törölt jelenetek)                            | The Outsiders                               | statiszta                           |                   |
| 1984 |                                                            | Nickel Mountain                             | Callie Wells                        |                   |
| 1984 | Rémálom az Elm utcában                                     | A Nightmare on Elm Street                   | Nancy Thompson                      | Nagy Andrea       |
| 1984 | Rémálom az Elm utcában                                     | A Nightmare on Elm Street                   | Nancy Thompson                      | Nemes Takách Kata |
| 1987 | Rémálom az Elm utcában 3. – Álomharcosok                   | A Nightmare on Elm Street 3: Dream Warriors | Nancy Thompson                      | Dudás Eszter      |
| 1987 | Rémálom az Elm utcában 3. – Álomharcosok                   | A Nightmare on Elm Street 3: Dream Warriors | Nancy Thompson                      | Radó Denise       |
| 1987 | Rémálom az Elm utcában 3. – Álomharcosok                   | A Nightmare on Elm Street 3: Dream Warriors | Nancy Thompson                      | Götz Anna         |
| 1989 | Sokkoló                                                    | Shocker                                     | áldozat (cameo)                     |                   |
| 1994 | Rémálom az Elm utcában 7. – Az új rémálom: Freddy feltámad | Wes Craven's New Nightmare                  | önmaga / Nancy Thompson             | Györgyi Anna      |
| 1995 | A likvidátor                                               | The Demolitionist                           | Christy Carruthers                  |                   |
| 1999 | Szökevény elme                                             | Fugitive Mind                               | Suzanne Hicks                       | Juhász Judit      |
| 2007 |                                                            | The Bet                                     | Heather Langenkamp                  |                   |
| 2008 |                                                            | Prank ("Jennifer"-szegmens)                 | nem szerepel                        |                   |
| 2012 |                                                            | The Butterfly Room                          | Dorothy                             |                   |
| 2013 | Star Trek – Sötétségben                                    | Star Trek Into Darkness                     | Moto (cameo)                        |                   |
| 2016 |                                                            | Home                                        | Heather                             |                   |
| 2018 | Hellraiser: Ítélet                                         | Hellraiser: Judgment                        | háztulajdonos                       |                   |
| 2019 |                                                            | Portal                                      | Fiona                               |                   |
| 2021 | My Little Pony: Az új nemzedék                             | My Little Pony: A New Generation            | Dazzle Feather / Mayflower (hangja) |                   |
| 2022 |                                                            | Glitch                                      | Emily anyja                         |                   |

Dokumentum- és rövidfilmek
| Év   | Eredeti cím                              | Szerep            | Megjegyzések                             |
| ---- | ---------------------------------------- | ----------------- | ---------------------------------------- |
| 2010 | Never Sleep Again: The Elm Street Legacy | önmaga / narrátor | - dokumentumfilm - vezető producer       |
| 2011 | I Am Nancy                               | önmaga            | - dokumentumfilm - producer              |
| 2015 | Intruder                                 | Sally             | rövidfilm                                |
| 2017 | The Sub                                  | Senora Babcock    | rövidfilm                                |
| 2018 | Road Trash                               | narrátor          | rövidfilm                                |
| 2018 | Washed Away (rövidfilm)                  | nem szerepel      | - rövidfilm - rendező és forgatókönyvíró |
| 2018 | In Search of Darkness                    | önmaga            | dokumentumfilm                           |
| 2020 | In Search of Darkness: Part II           | önmaga            | dokumentumfilm                           |

### Televízió
| Év        | Magyar cím                               | Eredeti cím                        | Szerep                        | Megjegyzések                                 |
| --------- | ---------------------------------------- | ---------------------------------- | ----------------------------- | -------------------------------------------- |
| 1984      |                                          | Passions                           | Beth Kennerly                 | tévéfilm                                     |
| 1985      |                                          | Suburban Beat                      | Hope Sherman                  | próbaepizód                                  |
| 1986      |                                          | CBS Schoolbreak Special            | Erica                         | 1 epizód                                     |
| 1986      |                                          | ABC Afterschool Special            | Paula Finkle                  | 1 epizód                                     |
| 1986      |                                          | Heart of the City                  | Audrey                        | 1 epizód                                     |
| 1987      |                                          | The New Adventures of Beans Baxter | Tracy                         | 1 epizód                                     |
| 1987      |                                          | Hotel                              | Monica                        | 1 epizód                                     |
| 1988      |                                          | Circus of the Stars #13            | önmaga                        | különkiadás                                  |
| 1988–1990 |                                          | Growing Pains                      | Marie Lubbock / Amy Boutilier | 5 epizód                                     |
| 1988–1990 |                                          | Just the Ten of Us                 | Marie Lubbock                 | főszereplő (47 epizód)                       |
| 1990      |                                          | ABC TGIF                           | Marie Lubbock                 | 1 epizód                                     |
| 1994      | Tonya és Nancy igaz története            | Tonya and Nancy: The Inside Story  | Nancy Kerrigan                | - tévéfilm - magyar hangja: - Dudás Eszter   |
| 1997      |                                          | Perversions of Science             | Lou Ann Solomon               | 1 epizód                                     |
| 1999      |                                          | Partners                           | Suzanne                       | 1 epizód                                     |
| 2000      | Országutak őrangyala                     | 18 Wheels of Justice               | pincérnő                      | 1 epizód                                     |
| 2002      | JAG – Becsületbeli ügyek                 | JAG                                | Janet Thompson                | 1 epizód                                     |
| 2014      | Amerikai Horror Story: Rémségek cirkusza | American Horror Story: Freak Show  | Female Toulouse               | 2 epizód                                     |
| 2017      | Felelsz vagy mersz                       | Truth or Dare                      | Donna Boone                   | tévéfilm                                     |
| 2020      |                                          | JJ Villard's Fairy Tales           | Charla (hangja)               | 1 epizód                                     |
| 2022      | Az éjféli klub                           | The Midnight Club                  | Dr. Stanton                   | - főszereplő - magyar hangja: - Györgyi Anna |